# Хамура

35°46′2″ пн. ш. 139°18′40″ сх. д. / 35.76722° пн. ш. 139.31111° сх. д.
Хаму́ра (яп. 羽村市, はむらし, МФА: [hamuɾa ɕi̥]) — місто в Японії, в префектурі Токіо.

## Короткі відомості
Розташоване в північно-західній частині префектури, на західному березі річки Тама. Виникло на основі сільських поселень раннього нового часу. Засноване 1991 року. Складова Токійсько-Йокогомаського промислового району. Основою економіки є автомобілебудування, виробництво електроприладів, комерція. В місті розташований Хамурський шлюз на річці Тама. Станом на 1 жовтня 2008 площа міста становила 9,91 км². Станом на 1 липня 2011 населення міста становило 56 889 осіб.

## Міста-побратими
- Хокуто, Японія (1996)